# حسين علي خان برها
عُمْدَةُ المُلْكِ أمِيْرُ الأمَرَاءِ بَهَادُر فَيْرُوز جُنْغ سِپَاهْسَردَار النَّوَابُ السَيِّدُ حُسَيْن عَلِيّ خَان بَرهَا (بالفارسية: عُمدَةُ‌المُلک ‌امِیرُالامَرَا بَهَادُور فَیرُوز جُنگ سِپَاه‌سَردَار نوَابُ سَیِّد حُسَین عَلِی‌‌ خَان بَرهَا، وبالأردية: عُمدَةُ المُلک امِیرُالامَرَا بَہَادُر فَيرُوز جُنگ سِپَاه سَردَار نَوَاب سَید حُسَین عَلِی خَان بَرہا) (1077هـ - 1132هـ المُوافِق فيه 1666م - 8 تشرين الأوَّل (أكتوبر) 1720م) معروفٌ رسميًا بِـ«احتشام الملك» أو «السيد حسين علي خان» هو رجُل دولة وصانع مُلُوك ومن أقوى النُبلاء في دولة المغول الهنديَّة وقد تعاظم أمرُه حتَّى صار الحاكِم الفِعلي لِلديار الهنديَّة فَدام سُلطانه سبع سنين، في فترة استمرَّت من 1124هـ المُوافقة لِسنة 1713م حتَّى سنة 1132هـ المُوافقة لِسنة 1720م. وكان أحد «الأخوان السادة» اللَّذين كُتِبَت لهُما الهيمنة على مقادير المُلك وتحديد الذَّات السُلطانيَّة التي تعتلي عرش دلهي.
كان لكل من حسين علي خان وشقيقه حسن علي خان برها، يد في تنصيب أو خلع العديد من السلاطين على العرش في دلهي، بما في ذلك: بهادر شاه الأول، جهان دار شاه، فرخ سير، رفيع الدرجات، شاه جهان الثاني، جهانكير الثاني ومحمد شاه. وأصبحوا في نهاية المطاف حكامًا فعليين لشبه القارة الهندية بحلول أوائل القرن الثامن عشر، في وقت كان فيه اقتصاد الهند هو الأكبر في العالم.